# 強衛
強 衛（きょう えい、1953年3月 - ）は、中華人民共和国の官僚・政治家。江蘇省無錫市出身。元青海省党委員会書記、同省人民代表大会常務委員会主任、同省軍区党委員会第一書記、江西省党委員会書記、同省人民代表大会常務委員会主任、同省軍区党委員会第一書記。中国共産党第16期中央候補委員、17期、18期中央委員。第13期全国政治協商会議常務委員。

## 経歴
1953年3月、江蘇省無錫市で生まれる。1969年1月に中国人民解放軍入隊。1975年3月に中国共産党入党。1975年4月退役後は北京市の国有企業である北京化工場技術員として就職し、昇進を重ねて党委員会書記となる。
1987年6月、中国共産主義青年団北京市委員会書記に就任。1990年12月、北京市石景山区党委員会書記、同区人民代表大会常務委員会主任に転任。1993年3月、北京市城建工党委員会書記に転任。1994年3月、中国共産党北京市委員会宣伝部部長に転任。1996年3月、中国共産党北京市政法委員会書記に転任。1999年3月、北京市公安局局長を兼務。さらに2001年3月には北京市党委員会副書記を兼任する。2001年8月に北京市公安局局長を解任された。2005年12月、中国共産党北京市規律検査委員会書記を兼務、2006年11月を退く。
2007年3月、青海省党委員会書記に昇格。4月、同省人民代表大会常務委員会党組書記、同省軍区党委員会第一書記を兼務。さらに6月には同省人民代表大会常務委員会主任を兼任する。
2013年3月、江西省党委員会書記、同省人民代表大会常務委員会党組書記に転任。4月、同省人民代表大会常務委員会主任を兼務。さらに5月には同省軍区党委員会第一書記を兼任する。2016年7月、第12期全国人民代表大会内務司法委員会副主任委員兼江西省人民代表大会常務委員会主任に任命。
2018年3月、中央に移り、第13期全国政協社会和法制委員会副主任に就任。